# 島田賢一
島田 賢一（しまだ けんいち、1910年5月24日 - 1978年2月20日）は、日本の実業家。チッソ代表取締役社長として、水俣病患者との交渉にあたった。

## 来歴
和歌山県田辺市出身。1934年、東京商科大学（現・一橋大学）卒業。同年、日本窒素肥料（現・チッソ）入社。1949年、日本窒素肥料水俣工場総務部長。同年、日本窒素肥料営業部長。1950年、新日本窒素肥料営業部長。1952年、第二営業部長。1955年、繊維部長。1956年、ミナロン営業部長。1959年、取締役。1963年、常務取締役。1967年11月、副社長。
1971年5月26日に開かれた株主総会は一株運動との対決で大きな騒動となり、チッソは世論の厳しい批判を浴びた。江頭豊社長は総会混乱の責任を取り、辞意を表明。同年7月27日の取締役会で、島田が後任の代表取締役社長に就任した。
同年11月13日、水俣病補償問題の早期解決と水俣病の病名変更を求める市民団体「水俣市民公害対策協議会」と自民党水俣市支部長の徳富昌文は、水俣市役所で新認定患者、チッソ幹部と個別に会談。新認定患者の代表の一人の川本輝夫は「チッソと口裏をあわせるようにして署名運動をしてもらってはたまらない」と協議会側を批判。島田は「全市民にご迷惑をかけているので、文化センターをチッソで建設してお詫びしたい」と述べた。
1973年3月20日、水俣病第一次訴訟において、熊本地裁は総額9億3000万円余の支払を命じる判決を下した。原告が全面勝訴し、同年3月22日、島田はチッソ本社で患者代表に謝罪した。双方控訴せず判決は確定し、チッソの不法行為責任が認められた。
1978年2月20日、死去。67歳没。

## 備考
- 1973年、チッソ本社（東京）における患者の直接交渉を題材にした、土本典昭監督のドキュメンタリー映画『水俣一揆－一生を問う人々－』が公開。患者側リーダーの川本輝夫と島田とのやりとりなどが克明に記録されている[2][13]。
- 2021年9月23日、ユージン・スミスを題材にした映画『MINAMATA-ミナマタ-』が日本で全国公開[14]。映画はスミスが来日した1971年から写真集『MINAMATA』（1975年）が出版されるまでの期間を中心に描いており[15]、当時社長だった島田をモデルにしたチッソの社長、ノジマ・ジュンイチを國村隼が演じている[16]。